# 舜举何公祠
舜举何公祠，位于中国广东省中山市小榄镇积厚街，始建于明代万历晚期，清康熙五十年(1711年)重修。
新中国成立后曾作供销社仓库，现存清代建筑风格。该祠堂坐北向南，三间三进，砖木结构，面阔17.6米，进深约68米，面积约1060平方米。硬山顶，灰塑博古脊，人字山墙，青砖墙，麻石脚，中夹两天井。头门前廊由四根圆檐柱支撑，檐柱之间上架雕花梁，梁上有驼峰和斗栱装饰；二进为穿斗与抬梁混合式木梁架，设前后廊，梁架、柁橔斗栱出二跳，用蚝壳作外墙；三进为穿斗与抬梁混合式木梁架，内砌墙分为三间。舜举何公祠规模较大，具有较高的历史价值和建筑艺术价值。
1990年12月，列入中山市文物保护单位。